# Theodosia (Missouri)
Theodosia è un villaggio degli Stati Uniti d'America, situato nello Stato del Missouri, nella contea di Ozark.